# Gyptis maraunibinae
Gyptis maraunibinae är en ringmaskart som beskrevs av Gibbs 1971. Gyptis maraunibinae ingår i släktet Gyptis, och familjen Hesionidae. Inga underarter finns listade i Catalogue of Life.